# Mário Albino
Mário Albino Muquissice é um político moçambicano que concorreu a presidente do Conselho Municipal de Nampula em 2018 e à presidência da República em 2019.

## Carreira Política
Albino é o líder do partido Acção de Movimento Unido para Salvação Integral (AMUSI), um partido político que se separou do Movimento Democrático de Moçambique em meados da década de 2010, este último também separado do principal partido de oposição de Moçambique, RENAMO.

### Eleições autárquicas de 2018
Em janeiro de 2018, Albino anunciou que faria campanha para disputar as eleições autárquicas em Nampula, após o assassinato do ex-autarca Mahamudo Amurane. Albino concorreu para Presidente do Conselho Municipal da cidade, mas recebeu apenas 4,2% dos votos.

### Eleições presidenciais de 2019
A 31 de julho, o Conselho Constitucional de Moçambique aprovou Albino juntamente com Filipe Nyusi, Ossufo Momade e Daviz Simango como candidatos nas eleições presidenciais de 2019. Albino foi o único candidato de um partido não tradicional a receber as 10.000 assinaturas necessárias para concorrer à presidência.
Em junho de 2019, o presidente do partido da AMUSI, Hermínio Sumail, divulgou um comunicado dizendo que Albino e sua campanha não estavam sendo tratados com justiça pelo partido no poder ou pela oposição. Em setembro de 2019, Albino afirmou que o quartel-general da AMUSI no bairro de Namutequeliua, em Nampula, foi atacado por membros da RENAMO que fugiram depois que o pessoal chamou a polícia. Afirmou também que os funcionários públicos de Moçambique estavam a espiá-lo e à sua equipa de campanha. Albino também alegou que tinha recebido ameaças de morte.
Nas eleições legislativas, o partido AMUSI conseguiu 0,45% dos votos e não elegeu qualquer deputado; nas eleições presidenciais, o seu candidato Mário Albino atingiu 0,73% dos sufrágios.